# Leptusa gatineauensis
Leptusa gatineauensis är en skalbaggsart som beskrevs av Jan Klimaszewski, Pelletier in Klimaszewski, Pelletier och Christopher G. Majka 2004. Leptusa gatineauensis ingår i släktet Leptusa och familjen kortvingar. Inga underarter finns listade i Catalogue of Life.